# Generale staf

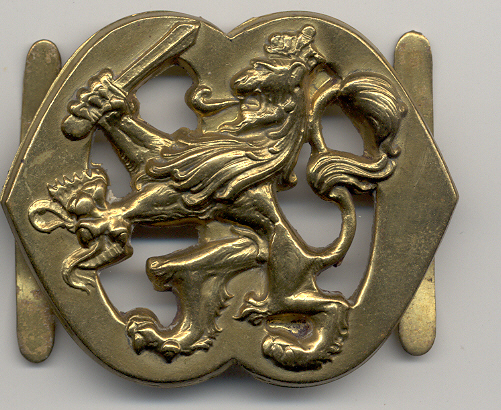
Nederlands baretembleem generale staf in de periode 1947-1953

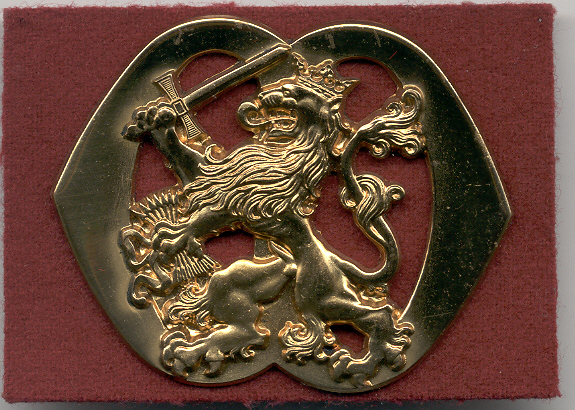
Nederlands baretembleem generale staf in de periode vanaf 1953

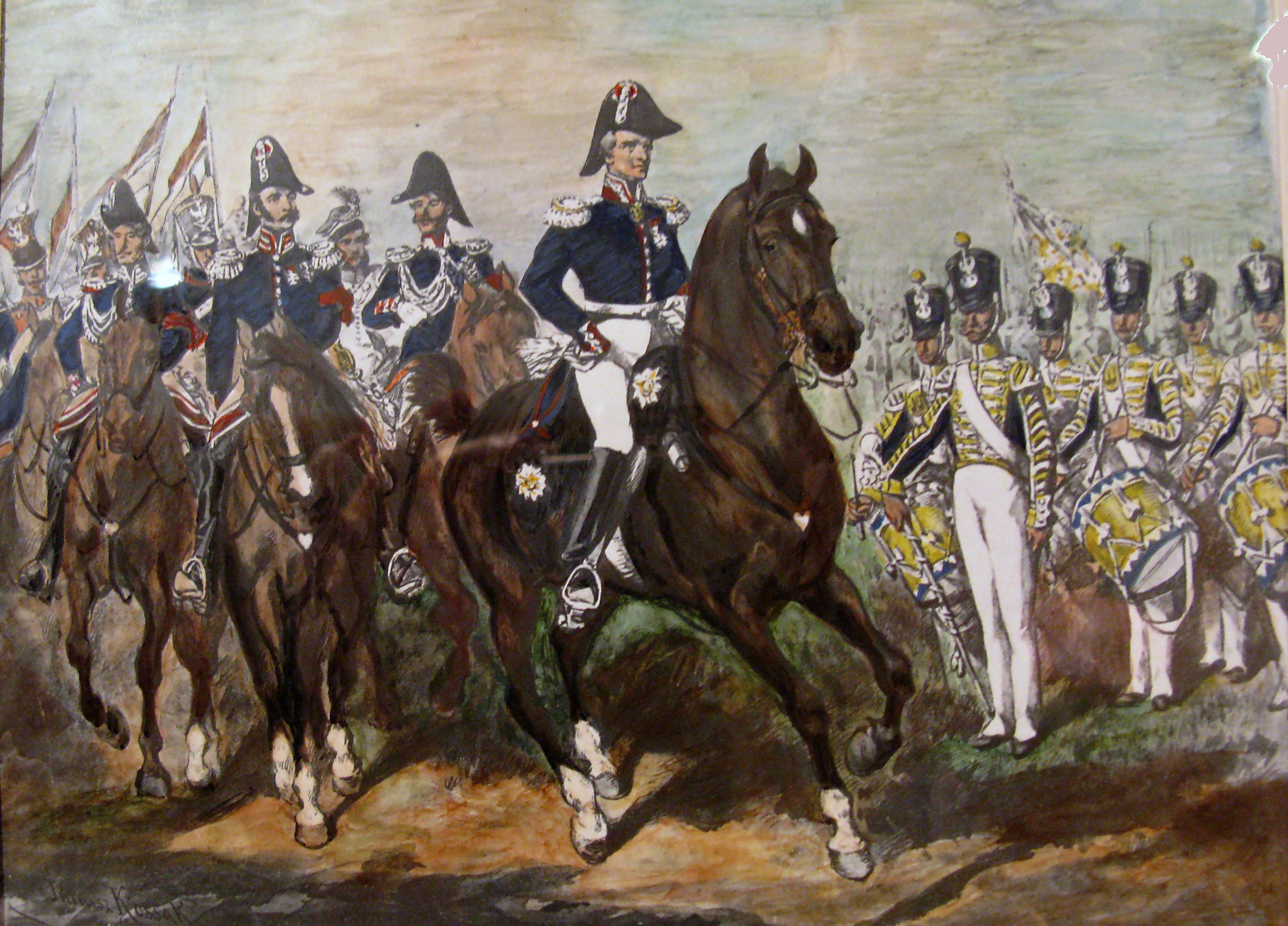
De generale staf van het Poolse leger tijdens de Novemberopstand

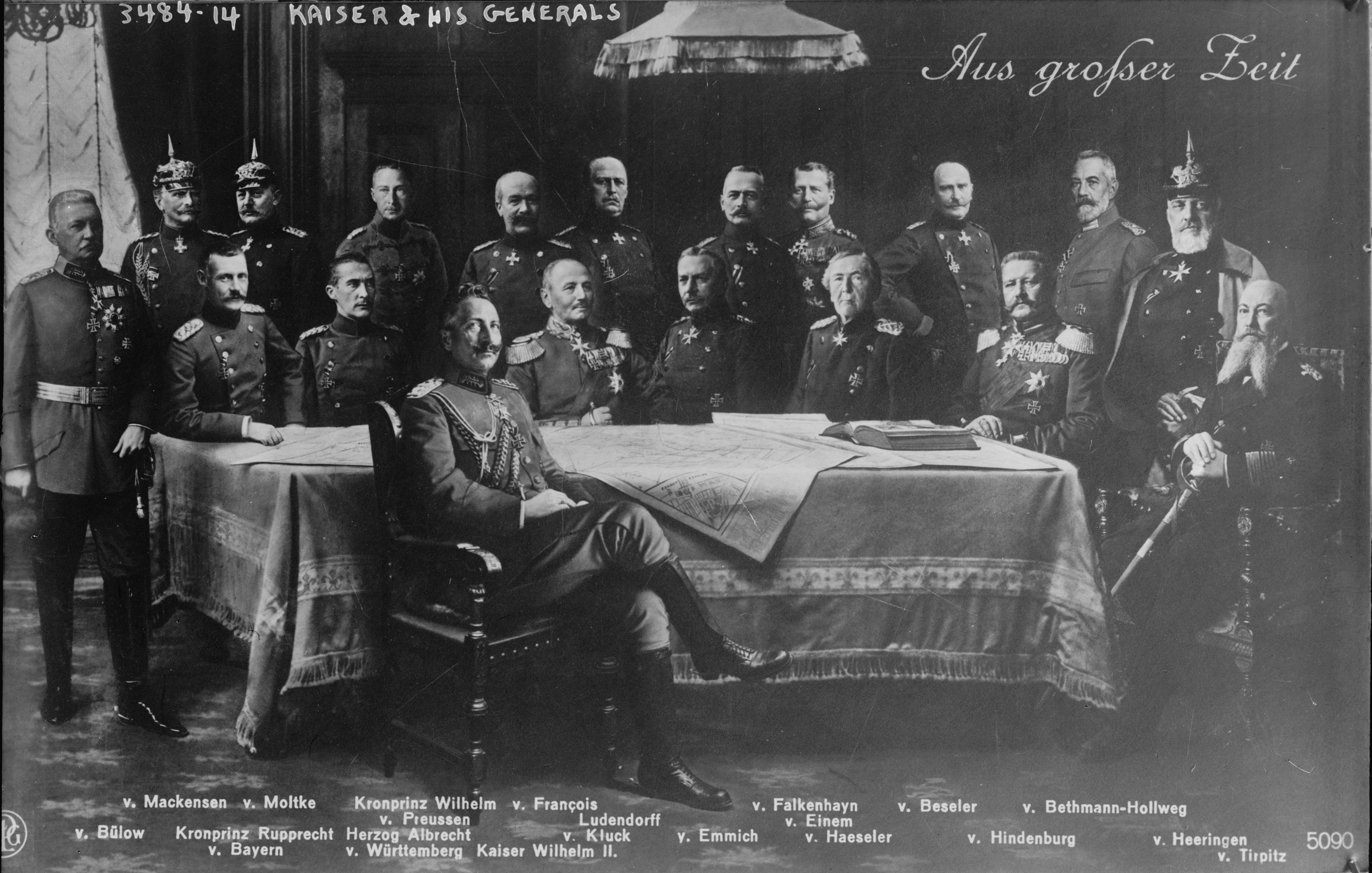
De Duitse keizer Wilhelm II met zijn generaals

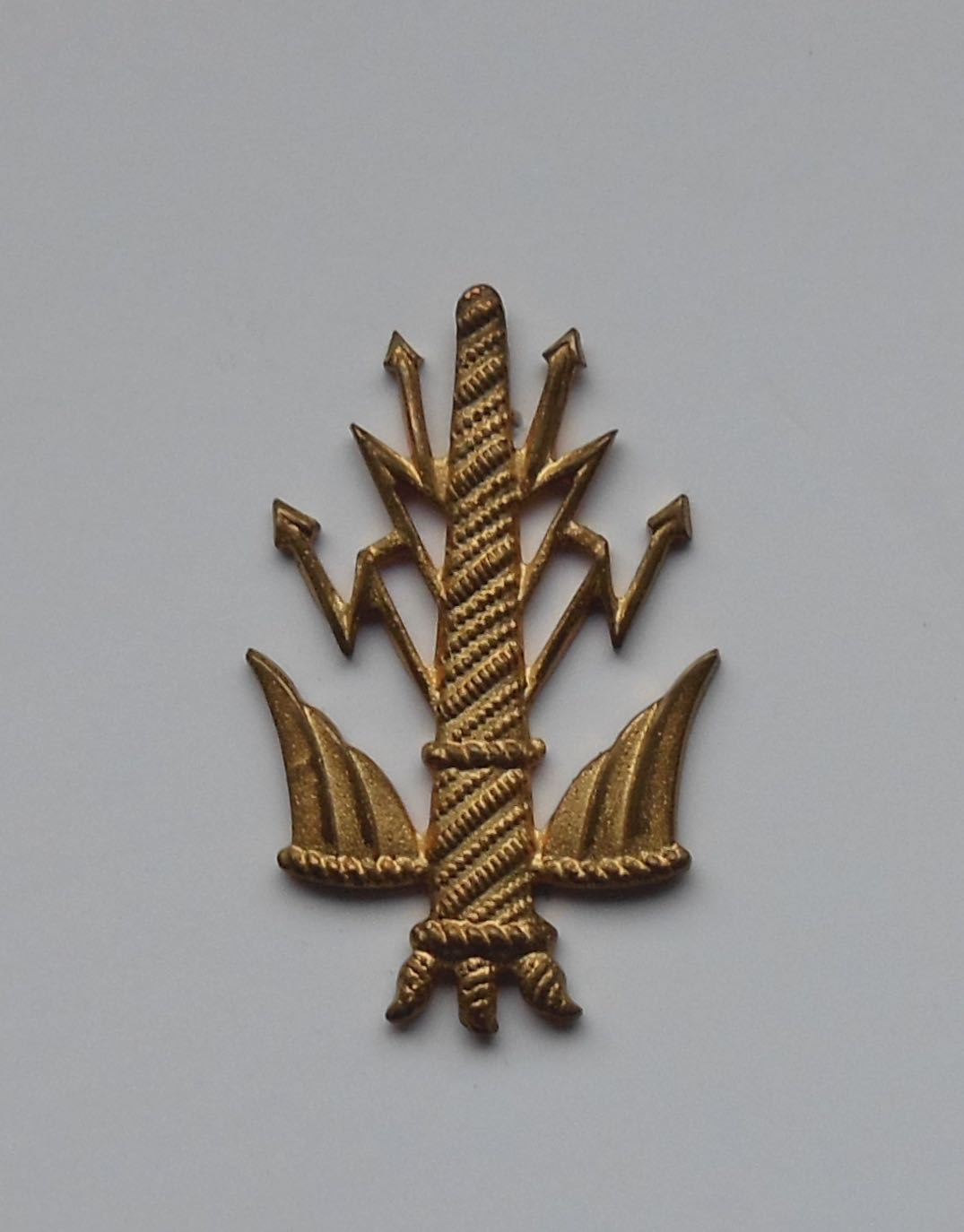
Belgisch SBH-insigne

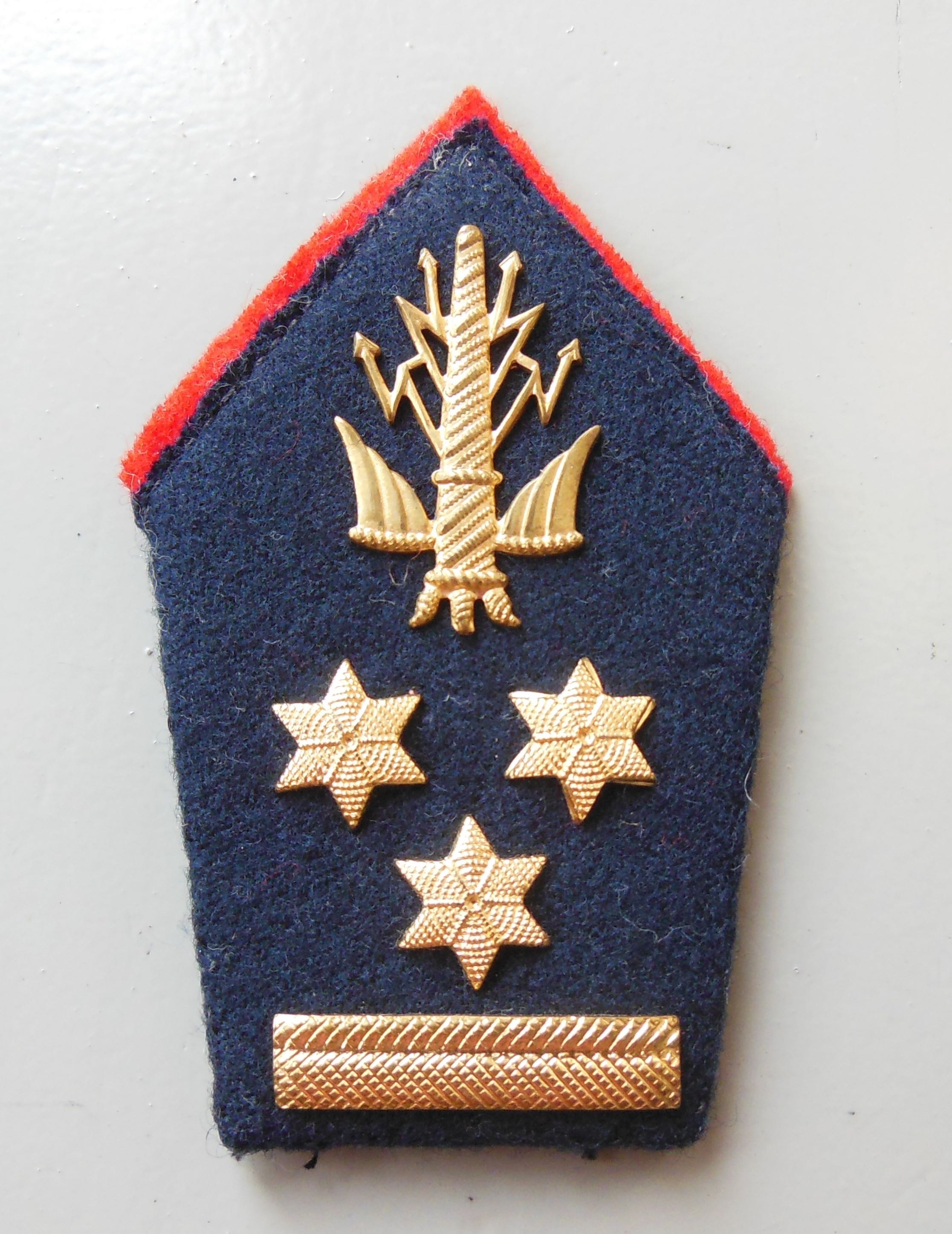
Kraagspiegel van een Belgische kolonel SBH van de artillerie

Generale staf is een algemene, zij het niet exclusieve term, waarmee in vele landen het hoogste orgaan wordt aangeduid dat in vredestijd krijgsverrichtingen voorbereidt en in oorlogstijd leidt.

## Oorsprong en wezen
De oorsprong van het generale-stafsysteem ligt in de toegenomen complexiteit van krijgsverrichtingen sedert het einde van de 17de eeuw, waardoor de soeverein, staatshoofd en veldheer, alle aspecten van de bevelvoering niet meer alleen kon overzien en behoefte had aan helpers. De eerste aanzet werd gegeven door Zweedse vorsten. Napoleon installeerde een generale staf, in het Frans "état-major", ten behoeve van de veldtocht tegen de Russen. Het idee werd vervolgens door Pruisen overgenomen en uitgewerkt tot een systeem: een centrale generale staf en gedetacheerde generale-stafofficieren in de staven van grote eenheden en andere sleutelposities. Ze waren als jonge officieren uitgekozen en opgeleid voor hun taken. Ze stonden allen onder de controle van dezelfde meerdere, de chef van de generale staf. De officieren in de centrale generale staf en de gedetacheerde officieren behoorden tot hetzelfde generale-stafkorps. Hun loopbaan verliep binnen het korps. De term generale staf zou weldra slaan op de organisatie en op de sociale groep, de generale-stafofficieren, gekenmerkt door een strenge werkethiek, hechte bindingen, geprivilegieerde onderlinge relaties, eigen normen en waarden, gedrag en voorkomen.

## Hedendaags
Vele legers schatten het Pruisische generale-stafsysteem in als voorbeeldig en ontwikkelden eigen vergelijkbare generale-stafsystemen. Het oorspronkelijke Pruisische systeem zelf onderging belangrijke veranderingen na de Eerste Wereldoorlog en nogmaals na de Tweede Wereldoorlog.

### Duitsland

#### DeWeimarrepublieken denationaalsocialistische periode
Het Pruisische generale-stafsysteem, het instituut en de sociale groep, bereikte in de jaren voor de Eerste Wereldoorlog een welhaast mythische status van perfectie en onfeilbaarheid. Na de Eerste Wereldoorlog werd de generale staf door de overwinnaars verboden. Dat verbod werd handig omzeild door Generaloberst Hans von Seeckt die de naam veranderde in Troepenbureau. Na 1933 werd de oude naam generale staf weer ingevoerd en het aantal stafofficieren sterk verhoogd. Anderzijds wantrouwde Adolf Hitler de generale staf en wist hij de bevoegdheden van de stafofficieren te beperken en sommigen tot onvoorwaardelijke gehoorzaamheid te dwingen.

#### Duitse Bondsrepubliek
Bij de oprichting in de jaren vijftig van de Bundeswehr werd ook de generale staf opnieuw geïnstalleerd, maar onder andere namen en met verantwoordelijkheden, en normen en waarden die passen binnen de hedendaagse democratische Duitse Bondsrepubliek.

##### Leidinggevende Staf van de Krijgsmacht
De rol van de vroegere generale staf wordt nu deels vervuld door de Leidinggevende Staf van de Krijgsmacht (Führungsstab der Streitkräfte). Deze is een onderdeel van het ministerie van Defensie (Bundesministerium der Verteidigung). De Staf vervult uitsluitend niet-operationele taken.
Aan het hoofd van de Leidinggevende Staf van de krijgsmacht staat de inspecteur-generaal van de strijdkrachten (Generalinspekteur der Bundeswehr). Hij is de hoogste militaire autoriteit van de Duitse Bondsrepubliek.

##### Helpers van het commando
De rol van bij de grote eenheden gedetacheerde generale-stafofficieren, de vroegere Troepen Generale Staven, wordt vervuld door zogenoemde Führergehilfen, helpers van de commandant. Het zijn officieren die met succes de studie aan de Führungsakademie der Bundeswehr, de Hogeschool voor Bevelvoering van de Bundeswehr afgesloten hebben. Ze worden geleid door de chef van de staf van de grote eenheid. De Stafchef en zijn stafofficieren zijn nu raadgevers en medewerkers van de bevelhebber onder zijn exclusieve bevoegdheid.

##### Hogeschool voor Bevelvoering
De Führungsakademie der Bundeswehr in Hamburg heeft de rol van de vroegere Kriegsakademie overgenomen. Ze leidt streng uitgekozen officieren op voor posten in de hogere staven waar generale-staftaken aan de orde zijn. In die posten doen desgevallend ook officieren dienst die de volledige opleiding aan de Führungsakademie der Bundeswehr niet gevolgd hebben.

##### Korps Generale Staf Officieren
De officieren die de opleiding aan de Führungsakademie gevolgd hebben krijgen wel een bijzonder personeelsstatuut, maar ze behoren niet meer zoals voorheen tot een apart korps. Er is geen sprake meer van onderlinge geprivilegieerde directe relaties zoals tussen voormalige generale-stafofficieren.

##### Uiterlijkheden
Alle landmacht- en luchtmachtstafofficieren die dienstdoen in de vermelde staven in een post waar generale-staftaken aan de orde zijn voegen bij hun graad de afkorting "i. G.", wat nu staat voor im Generalstabsdienst. Ze zijn herkenbaar aan traditionele uiterlijke kentekens op het uniform. In de praktijk is de uitdrukking Generalstabsoffizier nog altijd gangbaar, hoewel ze formeel niet meer bestaat.
De marine kent geen uiterlijke herkenningstekens noch bijvoegsels aan de rang.

### België
De Belgische krijgsmacht kende eertijds per krijgsmachtonderdeel, land-, lucht- en zeemacht, een staf met stafchef en een overkoepelende staf met stafchef. Na een reorganisatie van de krijgsmacht begin 21ste eeuw bestaat nog één staf voor het geheel van de krijgsmacht. Aan het hoofd van die staf staat de Chef van Defensie, ook stafchef genoemd. Hij ressorteert onder de minister van Defensie. De staf bestaat uit vier departementen en zes algemene directies. De departementen zijn bevoegd voor de kerntaken van de krijgsmacht: welzijn, inlichtingen, strategie en operaties en training. Dat laatste departement is opgedeeld in vier afdelingen, een voor elk krijgsmachtonderdeel, de land-, lucht-, marine- en medische component. De chefs van de departementen zijn ook Onderstafchef.
De algemene directies zijn bevoegd voor ondersteunende aspecten: materieel, personeel, communicatie, wetgeving, financiën, vorming.
De posities in de staf van de krijgsmacht en in andere hogere militaire lagen worden in meerderheid bekleed door officieren die gevormd werden aan het Koninklijk Hoger Instituut voor Defensie, tot 1978 "Krijgsschool - École de Guerre", waarvan de bevoegdheden verruimd werden. Ze voegen bij hun graad de afkorting SBH (stafbrevethouder), in het Frans BEM (breveté d'état-major) en dragen op de uniform op de kraagspiegel of een mouw het SBH-insigne. Deze officieren vormen geen apart korps. Ze doen niet exclusief dienst in staven. Ze worden ook aangeduid voor commandofuncties.

### Nederland
De respectieve staven van de drie krijgsmachtonderdelen, het Commando Landstrijdkrachten het Commando Luchtstrijdkrachten en het Commando Zeestrijdkrachten hebben beperkte operationele bevoegdheden. De opperste legerleiding  wordt waargenomen door de Defensiestaf. De commandant der Strijdkrachten fungeert als chef Defensiestaf. De staf van het Commando Luchtstrijdkrachten wordt ook Hoofdkwartier van het Commando Luchtstrijdkrachten of Luchtmachtstaf genoemd. De staf van het Commando Zeestrijdkrachten wordt ook wel Admiraliteit genoemd. De officieren die dienstdoen in de vermelde staven in de rang van luitenant-kolonel en hoger hebben (veelal) de Hogere Defensie Vorming (HDV) gevolgd aan het Instituut Defensie Leergangen, voorheen de Hogere Krijgsschool. Ze zijn herkenbaar aan het borstembleem – de 'Zon' – behorende bij de HDV.

### Oostenrijk
De Oostenrijkse generale staf, de Generalstab, ressorteert onder de minister van Landsverdediging. De Generalstab bestaat uit een afdeling planning, een afdeling paraatstelling en een afdeling inzet. De chef van de Generalstab is de hoogste raadgever van het ministerie voor Landsverdediging en vertegenwoordigt de strijdkrachten in het binnenland en buitenland. De officieren worden opgeleid voor dienst in de Generalstab aan de Landesverteidigungakademie die onder het ministerie voor Landsverdediging ressorteert. De kandidaten voor een opleiding worden uitgekozen na een lange procedure. De opleiding duurt in totaal zes semesters. Na hun opleiding mogen ze "dG" (des Generalstabsdienstes) bij hun rang voegen.

### Zwitserland
De Zwitserse Krijgsmacht kent sedert de laatste hervorming in 2003 geen generale staf meer. Planning en bevelvoering vallen direct onder de Chef der Armee.
Zwitserland kent wel nog altijd het korps Generale Staf Officieren, officieren die dienen in de hogere leiding van de krijgsmacht en haar onderdelen. Zowel reserveofficieren als officieren in actieve dienst kunnen generale-stafofficier worden. De opleiding is zeer kort maar intensief: 18 weken. Generale-stafofficieren voegen bij hun rang "iGst" (im Genralstab), "EMG" (État Major Général) of "SMG" (Stato Maggiore Generale). Ze zijn herkenbaar aan uiterlijke kentekens en uniform.

### Verenigde Staten
Aan de top van elk krijgsmachtonderdeel, het landleger (Army), de marine (Navy), de luchtmacht (Air Force), het korps mariniers (Marine Corps) en de National Guard staat een generale staf met een stafchef. Het orgaan dat de staven van de krijgsmachtonderdelen overkoepelt is de Joint Chiefs of Staff, voorgezeten door een  Chairman (CJCS). De Joint Chiefs of Staff zijn een raadgevend orgaan van de minister van Landsverdediging en de president in zaken van veiligheid en defensie. De Chairman heeft, bij wet, geen commandobevoegdheid.
De officieren, die dienstdoen in nationale staven en andere hoge posten bekleden in nationale en internationale instanties, zijn opgeleid aan een van de talrijke scholen en instituten. Army, Navy en Air Force hebben elk een eigen "War College". Deze war colleges staan open voor zowel burgerlijke als militaire leidinggevenden. Een National War College verschaft opleiding in het domein van nationaal veiligheidsbeleid en strategie aan militaire en burgers die posities op hoog niveau moeten bekleden.
De National Defense University is een instituut voor hogere professionele militaire opleiding van leden van de krijgsmacht en geselecteerde anderen. De National Defense University hoort bij het ministerie van Landsverdediging. Het wordt gepatroneerd (chartered) door de Joint Chiefs of Staff.

### Verenigd Koninkrijk
Elk krijgsmachtonderdeel van het Verenigd Koninkrijk, de Navy, de RAF en het landleger heeft een eigen staf. De stafchefs heten respectievelijk First Sea Lord, Chief of the General Staff (landleger) en Chief of the Air Staff. Tot 1965 werd de taak van stafchef van de gezamenlijke strijdkrachten waargenomen door de stafchef van het landleger. Hij voerde van 1904-1909 de titel Chief of the General Staff en nadien tot 1964 de titel Chief of the Imperial General Staff. In 1965 werd een Defence Staff opgericht. De chef van de Defence Staff is hoofd van de krijgsmacht. De stafchefs van de krijgsmachtonderdelen met de Stafchef van de Defence Staff als voorzitter vormen het Chiefs of Staff Committee.
Opleidingen voor dienst in de hogere staven en andere hogere posten worden georganiseerd door een Joint Services Command and Staff College, de Defence Academy of the United Kingdom en het Royal College of Defence Studies.

### Rusland/Sovjet-Unie
Ten tijde van het Russische keizerrijk bestond het Hoofdkwartier van de Opperste Bevelhebber (STAWKA), vergelijkbaar met een generale staf. Het werd opgericht in 1914 en ressorteerde onder de tsaar. De STAWKA werd in 1918 afgeschaft en vervangen door een algemene Russische Hoofdstaf, die vanaf 1921 verschillende naamsveranderingen onderging en uiteindelijk tot het einde van de Sovjet-Unie Generale Staf van de USSR-strijdkrachten heette. Na 1991 werd die naam behouden door de Russische strijdkrachten.